# Tantum ergo
Tantum ergo (Brasil: Tão Sublime Sacramento / Portugal: Veneremos Adoremos) são as palavras iniciais das duas últimas estrofes do Pange lingua, um Hino Latino Medieval escrito por Tomás de Aquino para adorar o real Corpo de Cristo presente verdadeira e fisicamente na Hóstia católica. 
Estas duas últimas estrofes são cantadas durante as Adorações e Bênçãos do Santíssimo Sacramento na Igreja Católica e outras igrejas que adotam estas práticas. 
Por volta do ano 1264, segundo alguns biógrafos, para celebrar a festa de Corpus Christi o Papa Urbano IV encarregou dois frades, o frade franciscano Boaventura e o frade dominicano Tomás de Aquino para a criação do Ofício. Quando o Pontífice começou a ler em voz alta o ofício feito por Tomás de Aquino, Boaventura foi rasgando o seu em pedaços. 

## Texto
| Hino em Latim | Tradução para Português | Hino no Brasil | Hino em Portugal |
| --- | --- | --- | --- |
| Tantum ergo Sacramentum Veneremur cernui: Et antiquum documentum Novo cedat ritui: Præstet fides supplementum Sensuum defectui. Genitori, Genitoque Laus et jubilatio, Salus, honor, virtus quoque Sit et benedictio: Procedenti ab utroque Compar sit laudatio. Amen. V. Panem de caelo praestitisti eis.(Alleluja) R. Omne delectamentum in se habentem.(Alleluja) V. Oremus: Deus, qui nobis sub sacramento mirabili, passionis tuae memoriam reliquisti: tribue, quaesumus, ita nos corporis et sanguinis tui sacra mysteria venerari, ut redemptionis tuae fructum in nobis iugiter sentiamus. Qui vivis et regnas in saecula saeculorum. R. Amen. | Ó Sacramento tão sublime prostrados adoremos, E a antiga Lei ceda lugar ao novo Rito. A fé venha suprir os sentidos deficientes. Ao Pai e ao Filho saudemos jubilosos. Saudemo-os, honremo-os, dando lhes Gracas e bendizendo-os. Ao Espíritos que de ambos vem louvemos igualmente. Amém. V. Do Céu lhes destes o pão.(Aleluia). R. Que contém todo sabor.(Aleluia). V. Oremos. Ó Deus que sob esse maravilhoso sacramento nos deixastes a memória da vossa paixão, concedei-nos, vos suplicamos, que veneremos os sagrados mistérios do vosso corpo e do vosso sangue, para que experimentemos continuamente em nós o fruto da vossa redenção. Vós que viveis e reinais pelos séculos dos séculos. R. Amém. | Tão Sublime Sacramento, adoremos neste altar. Pois o Antigo Testamento deu ao Novo seu lugar. Venha à fé por suplemento os sentidos completar. Ao eterno Pai cantemos e a Jesus, o Salvador. Ao Espírito exaltemos, na Trindade eterno amor. Ao Deus uno e trino demos a alegria do louvor. Amém. V. Do Céu lhes destes o Pão.(Aleluia). R. Que contém todo o sabor. (Aleluia). V. Oremos: Senhor Jesus Cristo, neste admirável Sacramento nos deixastes o memorial da vossa paixão. Dai-nos venerar com tão grande amor o mistério do vosso Corpo e do vosso Sangue, que possamos colher continuamente os frutos da vossa redenção. Vós que sois Deus com o Pai, na unidade do Espírito Santo. R. Amém. | Veneremos, adoremos A presença do Senhor, Nossa luz e pão da Vida, Cante a alma o seu louvor. Adoremos no Sacrário Deus oculto por amor. Demos glória ao Pai do céu, Infinita Majestade, Glória ao Filho e ao Santo Espírito Em Espírito e verdade. Veneremos, adoremos A Santíssima Trindade! Amém. V. Vós sois o Pão vivo que desceu do Céu.(Aleluia). R. Para dar a vida ao mundo.(Aleluia). V. Oremos: Senhor Jesus Cristo, que neste admirável sacramento nos deixastes o memorial da vossa Paixão, concedei-nos, Vos pedimos, venerar de tal modo os mistérios do vosso Corpo e Sangue, que sintamos continuamente os frutos da vossa Redenção. Vós que sois Deus com o Pai na unidade do Espírito Santo. R. Amém. |

## Bênção do Santíssimo Sacramento no Brasil
Tão Sublime Sacramento, adoremos neste altar.

Pois o Antigo Testamento deu ao Novo seu lugar.

Venha à fé por suplemento os sentidos completar.

Ao eterno Pai cantemos e a Jesus, o Salvador.

Ao Espírito exaltemos, na Trindade eterno amor.

Ao Deus uno e trino demos a alegria do louvor.

Amém.

V. Do céu lhes destes o Pão. (Aleluia).

R. Que contém todo o sabor. (Aleluia).

V. Oremos: Senhor Jesus Cristo, neste admirável Sacramento nos deixastes o memorial da vossa paixão. Dai-nos venerar com tão grande amor o mistério do vosso Corpo e do vosso Sangue, que possamos colher continuamente os frutos da vossa redenção. Vós que sois Deus com o Pai, na unidade do Espírito Santo.

R. Amém.

V. Deus vos abençoe e vos guarde! Que Ele vos ilumine com a luz da sua face e vos seja favorável. Que Ele vos mostre seu rosto e vos traga a paz. Que Ele vos dê a saúde do corpo e da alma!

V. Nosso Senhor Jesus Cristo esteja perto de vós para vos defender; esteja em vosso coração para vos conservar; que Ele seja vosso guia para vos conduzir; que vos acompanhe para vos guardar; olhe por vós e sobre vós derrame sua Bênção! Ele que vive e reina com o Pai, na unidade do Espírito Santo.

R. Amém.

(O Presidente nesse momento dá a Benção do Santíssimo Sacramento)

Bendito seja Deus.

Bendito seja o seu Santo Nome.

Bendito seja Jesus Cristo, verdadeiro Deus e verdadeiro homem.

Bendito seja o Nome de Jesus.

Bendito seja o seu Sacratíssimo Coração.

Bendito seja o seu preciosíssimo Sangue.

Bendito seja Jesus Cristo no Santíssimo Sacramento do Altar.

Bendito seja o Espírito Santo Paráclito.

Bendita seja a grande mãe de Deus Maria santíssima.

Bendita seja a sua Santa Imaculada Conceição.

Bendita seja a sua gloriosa Assunção.

Bendita seja o nome de Maria Virgem e mãe.

Bendito seja São José, seu castíssimo esposo.

Bendito seja Deus nos seus Anjos e nos seus Santos.

Deus e Senhor nosso protegei a vossa Igreja, dai-lhe santos pastores e dignos ministros. Derramai as vossas bênçãos, sobre o nosso santo padre, o Papa, sobre o nosso Bispo, sobre o nosso Pároco, sobre todo clero, sobre o chefe da nação e do estado, e sobre todas as pessoas constituídas em dignidade para que governem com justiça. Dai ao povo brasileiro paz constante e prosperidade completa. Favorecei, com os efeitos contínuos de vossa bondade, o Brasil, este bispado, a paróquia em que habitamos, a cada um de nós em particular, e a todas as pessoas por quem somos obrigados a orar ou que se recomendaram às nossas orações. Tende misericórdia das almas dos fiéis que padecem no purgatório. Dai-lhes Senhor o descanso e a luz eterna. Amém.

Pai nosso que estais nos céus, santificado seja o vosso Nome; venha a nós o vosso Reino, seja feita a vossa vontade, assim na terra como no Céu; o pão nosso de cada dia nos dai hoje, perdoai-nos as nossas ofensas, assim como nós perdoamos a quem nos tem ofendido, e não nos deixeis cair em tentação, mas livrai-nos do mal. Amém.

Ave Maria cheia de graça o Senhor é convosco, bendita sois vós entre as mulheres, e bendito é o fruto do vosso ventre, Jesus. Santa Maria, mãe de Deus, rogai por nós pecadores, agora e na hora da nossa morte. Amém.

V. Glória ao Pai e ao Filho e ao Espírito Santo.

R. Assim como era no princípio, agora e sempre, por todos os séculos dos séculos. Amém.

V. Graças e louvores se deem a todo momento.

R. Ao Santíssimo e Diviníssimo Sacramento!

## Bênção do Santíssimo Sacramento em Portugal
Veneremos, adoremos, a presença do Senhor,

Nossa Luz e Pão da Vida. Cante a alma o seu louvor.

Adoremos no sacrário, Deus oculto por amor.

Demos glória ao Pai do Céu, infinita Majestade;

Glória ao Filho e ao Santo Espírito, em espírito e verdade.

Veneremos, adoremos, a Santíssima Trindade.

Amém.

V. Vós sois o Pão vivo que desceu do Céu. (Aleluia).

R. Para dar a vida ao mundo. (Aleluia).

V. Oremos: Senhor Jesus Cristo, que neste admirável sacramento nos deixastes o memorial da vossa Paixão, concedei-nos, Vos pedimos, venerar de tal modo os mistérios do vosso Corpo e Sangue, que sintamos continuamente os frutos da vossa Redenção. Vós que sois Deus com o Pai na unidade do Espírito Santo.

R. Amém.

(O Presidente nesse momento dá a Benção do Santíssimo Sacramento)

Bendito seja Deus.

Bendito o Seu santo Nome.

Bendito Jesus Cristo, verdadeiro Deus e verdadeiro Homem.

Bendito o Nome de Jesus.

Bendito o Seu sacratíssimo Coração.

Bendito o Seu preciosíssimo Sangue.

Bendito Jesus no Santíssimo Sacramento do Altar.

Bendito o Espírito Santo Paráclito.

Bendita a excelsa Mãe de Deus, Maria Santíssima.

Bendita a sua Santa e Imaculada Conceição.

Bendita a sua gloriosa Assunção.

Bendito o nome de Maria, Virgem e Mãe.

Bendito S. José, seu castíssimo esposo.

Bendito Deus, nos seus Anjos e nos seus Santos.